# Podhradie (powiat Martin)
Podhradie – wieś (obec) na Słowacji położona w kraju żylińskim, w powiecie Martin. 

## Położenie
Miejscowość znajduje się u podnóży Wielkiej Fatry. Zabudowania miejscowości położone są w dolinie potoku Podhradsky potok. Z Podhradia w głąb Wielkiej Fatry wychodzi Hradská dolina i prowadzą dwa znakowane szlaki turystyczne.

## Opis miejscowości
Pierwsze wzmianki o miejscowości pochodzą z roku 1699.
Według danych z dnia 31 grudnia 2010, wieś zamieszkiwało 670 osób, w tym 323 kobiet i 347 mężczyzn.
W 2001 roku rozkład populacji względem narodowości i przynależności etnicznej wyglądał następująco:
- Słowacy – 99,86%
- Czesi – 0,14%